# Protocollo di Londra (1830)
Il Protocollo di Londra del 3 febbraio 1830 era un accordo tra le tre Grandi Potenze (Regno Unito di Gran Bretagna e Irlanda, Regno di Francia e Impero russo), che modificava le decisioni del protocollo del 1829 e stabiliva la Grecia come un paese indipendente e stato sovrano.
A seguito della guerra d'indipendenza greca, iniziata nel 1821, e dell'intervento delle grandi potenze nel conflitto nella battaglia di Navarino (1827), la creazione di una qualche forma statuale nella Grecia meridionale era diventata certa. Nel 1827, la Terza Assemblea Nazionale greca affidò il governo della neonata nazione a Giovanni Capodistria, che arrivò in Grecia nel gennaio 1828. Oltre ai suoi sforzi di gettare le basi per uno stato moderno, Capodistria intraprese negoziati con le grandi potenze sull'estensione e sullo status costituzionale del nuovo stato greco.
Nel marzo 1829, i ministri degli Esteri delle Grandi Potenze firmarono il primo Protocollo di Londra, secondo il quale la Grecia sarebbe diventata uno stato tributario autonomo sotto la sovranità ottomana, sotto un principe cristiano eletto e comprendente il cuore della rivolta greca, la Morea (Peloponneso), Grecia continentale e Cicladi. Le manovre diplomatiche di Capodistria, aiutate dalla vittoria russa nella guerra russo-turca del 1828-29, portarono a una revisione del protocollo il 3 febbraio 1830. Secondo esso, la Grecia sarebbe stata completamente indipendente dall'Impero ottomano, ma i suoi confini furono ridotti alla linea Aspropotamos-Spercheios. Leopoldo di Sassonia-Coburgo (futuro re del Belgio) fu scelto come primo re di Grecia, ma rifiutò il trono.
Il protocollo fu nuovamente emendato nella Conferenza di Londra del 1832, che stabilì i confini finali del Regno di Grecia e diede la corona al principe bavarese Ottone.